# Nephelomyias
A Nephelomyias a madarak (Aves) osztályának verébalakúak (Passeriformes) rendjébe és a királygébicsfélék (Tyrannidae) családjába tartozó nem.
Besorolása vitatott, Ohlson et al. (2009) javaslatára választották le a Myiophobus nemből, egyes rendszerezők ezt még nem fogadták el.

## Rendszerezésük
A nemet Jan I. Ohlson, Jon Fjeldså és Per G.P. Ericson írták le 2009-ben, az alábbi 3 faj tartozik ide:
- Nephelomyias lintoni[1] vagy Myiophobus lintoni[3]
- Nephelomyias ochraceiventris[1] vagy Myiophobus ochraceiventris[3]
- Nephelomyias pulcher[1] vagy Myiophobus pulcher[3]